# Tibava
Tibava este o comună slovacă, aflată în districtul Sobrance din regiunea Košice. Localitatea se află la altitudinea de 130 m deasupra n.m., se întinde pe o suprafață de 10,66 km2 și în 2017 număra 543 de locuitori. Se învecinează cu comuna Koňuš.

## Istoric
Localitatea Tibava este atestată documentar din 1282.

## Demografie
| An:                | 1994 | 2004   | 2014   | 2024   |
| ------------------ | ---- | ------ | ------ | ------ |
| Număr de persoane: | 523  | 529    | 555    | 534    |
| Diferență:         |      | +1,14% | +4,91% | −3,78% |

| An:                | 2023 | 2024   |
| ------------------ | ---- | ------ |
| Număr de persoane: | 539  | 534    |
| Diferență:         |      | −0,92% |